# Crisi dei subprime
La crisi dei subprime è una crisi finanziaria scoppiata alla fine del 2008 negli Stati Uniti che ha avuto gravi conseguenze sull'economia mondiale, in particolar modo nei paesi sviluppati del mondo occidentale, innescando la grande recessione (da molti considerata la peggior crisi economica dai tempi della grande depressione).
Prende il nome dai cosiddetti subprime, prestiti ad alto rischio finanziario erogati dagli istituti di credito in favore di clienti a forte rischio debitorio (insolvenza), considerati da molti analisti come fenomeni di eccessiva speculazione finanziaria.

## Storia
La crisi è iniziata all'incirca nella seconda metà del 2006, quando cominciò a sgonfiarsi la bolla immobiliare statunitense e, contemporaneamente, molti possessori di mutui subprime divennero insolventi a causa del rialzo dei tassi di interesse. Questa crisi è compatibile con le teorie del "credit boom and busts" e delle asimmetrie informative.
La crisi diventa palpabile nel febbraio-marzo 2007 e nel settembre-ottobre 2008, bimestre in cui scompaiono le banche d'affari più note: il 15 settembre 2008 Lehman Brothers dichiara la bancarotta invocando il chapter 11, il 22 settembre Goldman Sachs e Morgan Stanley diventano banche normali. Tutti gli indici borsistici mondiali flettono in maniera consistente, arrivando mediamente sui livelli della fine del XX secolo.

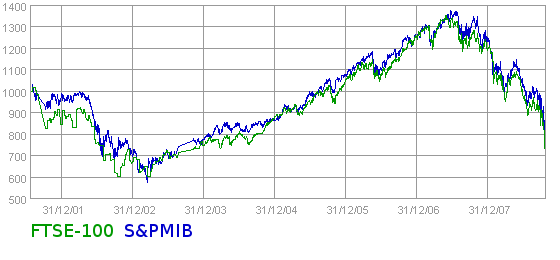
Comparazione tra FTSE100 e S&P-MIB da ottobre 2000 a ottobre 2008

All'esplosione della crisi dei mutui subprime, ha fatto seguito la decisione di alcune banche di "congelare" le quote dei propri fondi di investimento, sospendendone la compravendita per impedirne un deprezzamento. In altri casi, i creditori hanno dichiarato le loro insolvenze e vi sono stati casi di fallimento, che hanno portato a un calo dei titoli in Borsa generalizzato nei vari settori. Questo è riconducibile al ruolo del sistema creditizio per l'intera economia, al fatto che in varie Borse (come il FTSE-MIB) i titoli bancari sono quelli a massima capitalizzazione e più scambiati giornalmente, per cui un loro calo pesa molto sull'indice complessivo di Borsa, al fatto che l'insolvenza del debitore si ripercuote su tutti i suoi creditori, con la difficoltà di rinnovare prestiti in scadenza a tassi agevolati e a concedere dilazioni di pagamento, a molte industrie che hanno un debito che è un multiplo del loro capitale sociale.
Il calo di agosto delle borse americane, europee e asiatiche ha indotto le banche centrali di tutto il mondo a iniettare miliardi di liquidità per sostenere i corsi azionari della Borsa. In un primo momento le banche centrali, in special modo la FED, hanno agito come prestatori di ultima istanza, con interventi di aiuto mirati e in un secondo momento hanno abbassato notevolmente il costo del denaro in modo da assicurare sufficiente liquidità all'intero sistema. Questo, insieme alle garanzie governative sui depositi, ha evitato il fenomeno della "corsa agli sportelli" e quindi effetti ancora più devastanti sull'intera economia. Nell'area Euro si è verificato il più massiccio intervento nella storia della BCE, e si è parlato di un rischio di iperinflazione per i mesi successivi a causa della moneta immessa in circolazione. I prestiti della Banca Centrale in un momento di vendite generalizzate servivano agli investitori a contenere le perdite o a realizzare un guadagno, impegnando sovente direttamente le banche centrali a comprare ciò che nessun attore del sistema economico intende più acquistare, e di cui il mercato tende a disfarsi (rientra nella politica del quantitative easing).
Il continuo rialzo dei tassi di interesse ha indotto l'insolvenza di circa 2 milioni di famiglie americane, spingendo il Congresso ad estendere anche alle famiglie l'istituto giuridico del fallimento (in precedenza concesso alle sole imprese). Una riduzione dei tassi di interesse ridurrebbe automaticamente la rata variabile di questi mutui, riportandola ai livelli precedenti la crisi e sostenibili per i redditi americani. Oltre a ridurre la percentuale di insolvenze, un abbassamento del tasso di sconto avrebbe anche l'effetto opposto di spingere alla concessione di nuovi mutui (e aggravare il numero di potenziali insolvenze in futuro). In questo senso, il tasso di interesse non è l'unica leva a disposizione delle banche centrali. Un aumento della riserva frazionaria oppure un esplicito divieto di concedere prestiti a un tasso ribassato per ridurre le insolvenze pendenti sarebbero strumenti in grado di attenuare il problema.
Nella prima metà dell'agosto 2007, le preoccupazioni su un possibile crollo dell'industria dei mutui subprime hanno causato una netta caduta degli indici di borsa Nasdaq e Dow Jones, con serie ripercussioni sui listini di tutto il mondo. Gli indici delle borse asiatiche ed europee hanno fatto registrare una serie di record negativi.
La situazione mutui è a rischio anche in altri Paesi. In Italia, il debito pro-capite supera i 30 000 euro l'anno e nel 2007, a fronte di 3,5 milioni di famiglie titolari di un mutuo, i casi di insolvenza superavano quota 500 000, con altrettante procedure avviate di pignoramento. In Europa manca una regolamentazione internazionale comune per la concessione dei mutui.

## Descrizione

### Gli effetti
Nell'aprile 2009, l'FMI (Fondo Monetario Internazionale) ha stimato in 4 100 miliardi di dollari statunitensi il totale delle perdite delle banche e altre istituzioni finanziarie a livello mondiale
Per rendere l'idea, la cifra colossale delle svalutazioni delle attività delle banche a causa della crisi corrisponde a un reddito annuo di 20 500 dollari per 200 milioni di lavoratori, oppure a 1/3 dello stesso stipendio annuo per 600 milioni di lavoratori o alla riduzione di 1/5 dello stesso stipendio per cinque anni.

### Le responsabilità
Gli osservatori della crisi hanno evocato precise responsabilità. Molti hanno sottolineato le pratiche predatorie dei prestatori subprime e la mancanza di una effettiva supervisione da parte delle autorità governative. Altri hanno accusato i mediatori creditizi di aver indirizzato i debitori verso prestiti che non potevano soddisfare, hanno accusato i periti di aver gonfiato artificialmente le valutazioni degli immobili, e hanno tacciato gli investitori di Wall Street di aver scommesso sui titoli che incorporavano mutui subprime senza aver verificato l'effettiva solvibilità dei prestiti sottostanti. Senza dubbio il ruolo delle banche è stato centrale nell'estensione della crisi a livello globale.
Il mutuo è un'opportunità di investimento che offre in generale un buon profilo rischio/rendimento per chi presta denaro, poiché ha rendimenti medio-alti, spesso non è soggetto a rischi legati ai tassi di interesse né al rapporto di cambio (che sono trasferiti direttamente al cliente). Il subprime è garantito da un'ipoteca su un bene, la casa, che è immobile, e non può essere sottratto ai creditori. Nonostante queste garanzie legali e del mercato, parte del sistema bancario è esposta a perdite, svalutazioni di asset e al rischio di fallimento.
I debitori sono stati naturalmente criticati per aver contratto mutui, pur ben consci di non poterli soddisfare. Al momento della forte crescita dei mutui, tuttavia, tassi di interesse ai minimi storici e stabilmente bassi da alcuni anni, lasciavano pensare che fossero convenienti mutui a tasso variabile. I contratti stessi non prevedevano espressamente un interesse massimo applicabile (mutuo variabile con "cap" o "tetto").
Molti rapporti sulla crisi evidenziano pure il ruolo della caduta dei prezzi degli immobili, iniziato nel 2005. Mentre i prezzi degli immobili crescevano, dal 2000 al 2005, i debitori che avevano difficoltà nell'adempiere ai pagamenti potevano sempre vendere le loro case oppure accedere più facilmente a nuovi finanziamenti. Ma, come i prezzi si sono raffreddati in molte parti della nazione americana, questa strategia non si è più resa disponibile per i mutuatari subprime.

### Le azioni legali
Nel 2012 la procura di New York denuncia per frode Bear Stearns e Emc Mortgage, del gruppo JP Morgan, per la truffa dei mutui subprime.
Le perdite della Bear Stearns ammontano a 22,5 miliardi di dollari, hanno provocato la disoccupazione di 7 milioni di persone negli Stati Uniti d'America e la crisi che per anni ha imperversato in tutti i paesi d'Europa.
La Federal Housing Finance Agency, l'agenzia di supervisione di Fannie Mae e Freddie Mac, prepara un'azione legale in sede civile verso 12 banche, fra cui Bank of America, JPMorgan Chase, Goldman Sachs e Deutsche Bank, perché non hanno valutato i rischi (due diligence) dei mutui immobiliari concessi a persone insolventi.

### Il dibattito
Molti esperti hanno suggerito che la crisi potrebbe peggiorare rapidamente. Lou Ranieri ha avvertito il pubblico del futuro impatto della crisi dei subprime: "È solo l'inizio della tempesta [...] Pensate cosa potrebbe succedere nel bel mezzo della crisi." Facendo eco a queste preoccupazioni, l'avvocato dei diritti dei consumatori Irv Ackelsberg ha predetto in un'audizione al Congresso che potrebbero essere effettuati oltre 5 milioni di pignoramenti nei prossimi anni, ovvero nel momento in cui i bassi tassi fissi iniziali dei "mutui a tasso aggiustabile" verranno modificati nei ben più alti tassi variabili di cui si parlava in precedenza. Altri esperti hanno avvertito che la crisi potrebbe espandersi ai settori dei cosiddetti mutui "Alternative-A" (Alt-A), che hanno tassi comunque migliori dei mutui subprime.
Alcuni economisti, compreso l'ex presidente della Federal Reserve Alan Greenspan, temono che la crisi dei mutui subprime avrà forti impatti sul settore immobiliare e sull'intera economia statunitense. In tale scenario, il valore degli immobili potrebbe decrescere, facendo sentire i proprietari degli immobili meno ricchi e quindi contribuendo a un graduale declino della spesa, che indebolirebbe l'economia. È rilevante notare che il 50% del PIL americano negli ultimi anni è derivato dal settore edilizio, e che gli americani diffusamente utilizzano le carte di credito per l'acquisto di beni di consumo e che impegnano beni durevoli come la prima casa per finanziare crediti: in questo modo il prezzo degli immobili diventa una determinante del credito e dei consumi.
Il calo dei prezzi dovrebbe riportare gli immobili ai valori precedenti la bolla speculativa. È necessario un riequilibrio tra la crescita che c'è stata del prezzo degli immobili e quello dei beni di consumo che invece è cresciuto relativamente poco a causa della concorrenza praticata dalle industrie asiatiche. Nel ventennio precedente, in diverse aree degli Stati Uniti, i prezzi degli immobili raddoppiavano in media ogni 5 anni, prestandosi a lucrose compravendite di breve periodo. La crescita dei prezzi non appariva giustificata da un reale aumento di valore degli immobili, dovuti ad esempio a interventi interni di ammodernamento oppure esterni di riqualificazione dei quartieri o per la costruzione di infrastrutture, investimenti incorporati in un premio di prezzo. Più che una crescita del valore reale delle case, in questo senso, si trattava di una crescita del valore di mercato, priva di fondamenti. La crescita dell'indebitamento di famiglie e imprese era spinta dallo stesso aumento dei prezzi: in altre parole, solo una minima parte di chi richiedeva un mutuo necessitava di comprare una prima casa, e molti si indebitavano per rivendere al doppio dopo 4-5 anni.
Altri economisti, come Edward Leamer dell'UCLA, dubitano che i prezzi delle case scenderanno così drammaticamente, in quanto la maggior parte dei proprietari immobiliari non sarà costretta a vendere. La loro previsione vede i prezzi delle case rimanere costanti o scendere leggermente per i prossimi 3 o 4 anni.
Mentre la crisi si è rivelata e sono cresciuti i timori su un suo peggioramento, alcuni senatori democratici (Charles Schumer, Robert Menendez, Sherrod Brown) hanno proposto che il governo statunitense fornisca fondi per aiutare i debitori subprime nei guai ed evitare che queste persone possano perdere la loro abitazione. Alcuni economisti criticano la proposta, affermando che potrebbe persino peggiorare le insolvenze o incoraggiare prestiti ancora più rischiosi. Fra le soluzioni per evitare un'emergenza abitativa vi sono l'avvio di un programma di edilizia popolare o una riforma della legge sui pignoramenti, più vicina alle esigenze della popolazione e meno garantista nei confronti dei creditori.

## Nella cultura di massa
- Nel 2009 l'evento viene raccontato nel  film documentario Capitalism: A Love Story di Michael Moore
- Nel 2010 la crisi dei subprime viene descritta nel libro Il grande scoperto di Michael Lewis, che riporta la storia dal punto di vista di persone reali che hanno previsto la crisi e di altre che hanno affrontato ingenti perdite.
- Nel 2015 la storia viene trasposta nel film La grande scommessa di Adam McKay, in cui vengono usati nomi diversi per alcune persone citate nel libro.